# Ordine del Cuore d'Oro
L'Ordine del Cuore d'Oro è un ordine cavalleresco filippino.

## Storia
L'Ordine è stato fondato il 21 giugno 1954 dal Presidente Ramón Magsaysay come Premio del Cuore d'Oro. Il Premio è stato modificato in Ordine il 19 settembre 2003.

## Classi
L'Ordine dispone delle seguenti classi di benemerenza:
- Gran Collare: conferito a Capi di Stato e di Governo in carica
- Gran Croce: conferito a Principi Ereditari, Vice Presidenti, Presidenti del Senato, Presidenti della Camera, Presidenti della Corte Suprema equivalente, Ministro degli Esteri o un altro funzionario di rango, ambasciatori, Sottosegretari, Segretario o altra persona di un livello simile o equivalente a quanto sopra
- Grand'Ufficiale: conferito ad un incaricato d'affari, Ministro, Ministro Consigliere, Console Generale a capo di un posto consolare, direttore esecutivo, o di altra persona di un livello simile o equivalente a quanto sopra
- Commendatore: conferito a incaricati d'affari, Consiglieri, Primi Segretari, Console Generale nella sezione consolare di un'ambasciata, funzionario consolare, o altra persona di rango simile o equivalente a quanto precede
- Ufficiale: conferito ad un secondo segretario, Console, Assistente Direttore, o altra persona di un livello simile o equivalente a quanto sopra
- Membro: conferito ad un Terzo segretario, Vice Console, Attache, Assistente Principale, o altra persona di un livello simile o equivalente a quanto sopra

| Nastri dell'Ordine del Cuore d'Oro | Nastri dell'Ordine del Cuore d'Oro | Nastri dell'Ordine del Cuore d'Oro | Nastri dell'Ordine del Cuore d'Oro | Nastri dell'Ordine del Cuore d'Oro | Nastri dell'Ordine del Cuore d'Oro |
| ---------------------------------- | ---------------------------------- | ---------------------------------- | ---------------------------------- | ---------------------------------- | ---------------------------------- |
| Membro                             | Ufficiale                          | Commendatore                       | Grand'Ufficiale                    | Gran Croce                         | Gran Collare                       |

## Insegne
- Il distintivo e la targa è una croce di malta smaltata di verde con un medaglione ovale d'oro che rappresenta le mani aperte a un cuore d'oro splendente, sormontata dal motto "MANUM TUAM APERVIT INOPE", il medaglione è circondato da una corona di alloro verde con tra i rami, pizzi dorati e foglie verdi.Immagine[collegamento interrotto]
- Il nastro dell'Ordine è completamente rosso. Il nastro del premio del premio era un tricolore blu, bianco e rosso.